# Казанский остров
Каза́нский остров находится в Центральном и Адмиралтейском районах Санкт-Петербурга.
Располагается в исторической части Петербурга между Мойкой, каналом Грибоедова и Крюковым каналом.
Вместе с Коломенским, Покровским и Спасским островами составляет Первушин остров. До прокладки Крюкова канала и канала Грибоедова назывался Безымянным, впоследствии это название перешло на остров, образовавшийся за Фонтанкой после сооружения Обводного канала. Какое-то время остров назывался Конюшенным по Конюшенному двору. Современное название появилось в середине XIX века и происходило от названия Казанской части, границы которой совпадали с границами острова. Часть, в свою очередь, наименована по Казанскому собору. Длина острова около 3 км, ширина — до 0,7 км.

## Улицы

### Остров ограничен набережными
- набережная реки Мойки (с севера и северо-запада)
- набережная канала Грибоедова (с юго-востока)
- набережная Крюкова канала (с запада)

### Улицы внутри острова
- Казанская площадь
- Театральная площадь
- Никольская площадь
- Конюшенная площадь
- Невский проспект — от набережной Мойки до канала Грибоедова
- Вознесенский проспект — от набережной Мойки до канала Грибоедова
- проспект Римского-Корсакова — от Крюкова канала до канала Грибоедова
- Гороховая улица — от набережной Мойки до канала Грибоедова
- Казанская улица
- Большая Конюшенная улица
- Малая Конюшенная улица
- Гражданская улица
- Казначейская улица
- Чебоксарский переулок
- улица Декабристов — от Вознесенского проспекта до Крюкова канала
- улица Глинки
- Волынский переулок
- Шведский переулок
- переулок Сергея Тюленина
- переулок Гривцова
- переулок Антоненко
- Столярный переулок — от Казанской улицы до канала Грибоедова
- Конюшенный переулок
- Фонарный переулок — от набережной Мойки до канала Грибоедова
- переулок Пирогова
- Прачечный переулок
- Львиный переулок

### Зелёные насаждения
- парк РГПУ им. Герцена
- Ворохнинский сквер («Подкова»)
- Сад Мариинского дворца
- Сад Юсуповского дворца
- Никольский сад

### Достопримечательности
- Конюшенный двор
- ДЛТ
- Государственная академическая капелла Санкт-Петербурга
- Гостиница «Демут»
- Дом книги
- Казанский собор
- Строгановский дворец
- РГПУ им. Герцена
- Мариинский дворец
- Дворец Юсуповых на Мойке
- Санкт-Петербургская консерватория
- Мариинский театр
- Никольский морской собор

## Связь с другими островами дельты Невы
- Соединён с Спасским островом через канал Грибоедова пятнадцатью мостами:
  1. Ново-Конюшенный мост
  2. Итальянский мост
  3. Казанский мост
  4. Банковский мост
  5. Мучной мост
  6. Каменный мост
  7. Демидов мост
  8. Сенной мост
  9. Кокушкин мост
  10. Вознесенский мост
  11. Подьяческий мост
  12. Львиный мост
  13. Харламов мост
  14. Ново-Никольский мост
  15. Красногвардейский мост

- Соединён с Коломенским островом через Крюков канал четырьмя мостами:
  1. Матвеев мост
  2. Мост Декабристов
  3. Торговый мост
  4. Кашин мост

- Соединён со 2-м Адмиралтейским островом через реку Мойку восемью мостами:
  1. Певческий мост
  2. Зелёный мост
  3. Красный мост
  4. Синий мост
  5. Фонарный мост
  6. Почтамтский мост
  7. Поцелуев мост
  8. Краснофлотский мост

- Соединён с 1-м Адмиралтейским островом Большим Конюшенным мостом через реку Мойку
- Соединён с Спасским и 1-м Адмиралтейским островами Тройным мостом через реку Мойку и канал Грибоедова.